# 留萌郡
- 令制国一覧 > 北海道 (令制) > 天塩国 > 留萌郡
- 日本 > 北海道 > 留萌振興局 > 留萌郡

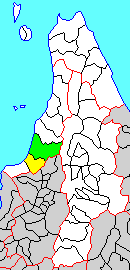
北海道留萌郡の位置（緑：小平町 黄：明治期）

留萌郡（るもいぐん）は、北海道（天塩国）留萌振興局の郡。
人口2,621人、面積627.22km²、人口密度4.18人/km²。（2025年6月30日、住民基本台帳人口）
以下の1町を含む。
- 小平町（おびらちょう）

## 郡域
1879年（明治12年）に行政区画として発足した当時の郡域は、上記1町に留萌市を加えた区域にあたる。

## 歴史

### 郡発足までの沿革
江戸時代の留萌郡域は西蝦夷地に属し、慶長年間ころから松前藩によってルルモッペ場所が開かれていた。江戸時代中期の天明6年には留萌神社が創建されている。江戸時代後期になると文化4年国防上の理由から留萌郡域は天領とされた。
文化5年には留萌支配人山田屋文右衛門によって雨竜越と呼ばれる留萌からニセバルマ、エタイベツを経て石狩川流域のシラリカ（石狩国の樺戸郡と雨竜郡の境界の川）に出る約25里（98.2km）の道が開削された。また、北見国宗谷郡方面へは沿岸部を陸路で通行でき、留萌場所に馬を配置する際は北見国経由で送られていた。
文政4年には一旦松前藩領に復したものの、安政2年再び天領となり庄内藩が留萌に出張陣屋を築き警固を行い、同6年の6藩分領により庄内藩領となっている。戊辰戦争（箱館戦争）終結直後の1869年、大宝律令の国郡里制を踏襲して留萌郡が置かれた。郡名の決める際に松浦武四郎は読みを「ルルモエ」と提案したが、開拓使公文録では「ルルモッペ」となっていた。後に現在の読みである「ルモイ」が定着する。

### 郡発足以降の沿革
- 明治2年

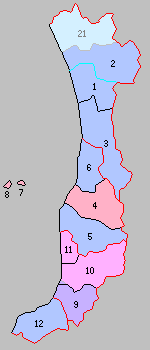
北海道一・二級町村制施行時の留萌郡の町村（9.留萌村 10.三泊村 11.鬼鹿村 紫：留萌市 桃：小平町）

  - 8月15日（1869年9月20日） - 北海道で国郡里制が施行され、天塩国および留萌郡が設置される。開拓使が管轄。
  - 8月28日（1869年10月3日） - 山口藩の管轄となる（北海道の分領支配）。
- 明治4年8月20日（1871年10月4日） - 再び開拓使の管轄となる。
- 明治5年
  - 4月9日（1872年5月15日） - 全国一律に戸長・副戸長を設置（大区小区制）。
  - 10月10日（1872年11月10日） - 4月に設置された区を大区と改称し、その下に旧来の町村をいくつかまとめて小区を設置（大区小区制）。
- 明治9年（1876年）9月 - 従来開拓使において随意定めた大小区画を廃し、新たに全道を30の大区に分ち、大区の下に166の小区を設けた。

- 第30大区
  - 1小区 ： 鬼鹿村、天登雁村
  - 2小区 ： 三泊村
  - 3小区 ： 留萌村、礼受村

- 明治12年（1879年）7月23日 - 郡区町村編制法の北海道での施行により、行政区画としての留萌郡が発足。
- 明治13年（1880年）3月 - 留萌郡外六郡役所（留萌天塩中川上川苫前増毛郡役所）の管轄となる。
- 明治14年（1881年）7月 - 増毛郡外六郡役所（増毛留萌天塩中川上川苫前郡役所）の管轄となる。
- 明治15年（1882年）2月8日 - 廃使置県により札幌県の管轄となる。
- 明治19年（1886年）1月26日 - 廃県置庁により北海道庁札幌本庁の管轄となる。
- 明治30年（1897年）11月5日 - 郡役所が廃止され、増毛支庁の管轄となる。
- 明治35年（1902年）4月1日 - 北海道二級町村制の施行により、以下の町村が発足。（2村）
  - 留萌村（二級村） ← 留萌村、礼受村（現・留萌市）
  - 三泊村（二級村、単独村制、現・留萌市、小平村）
- 明治39年（1906年）4月1日 - 北海道二級町村制施行により、鬼鹿村・天登雁村の区域をもって鬼鹿村（二級村）が発足。（3村）
- 明治40年（1907年）4月1日
  - 留萌村・三泊村が合併し、改めて留萌村が発足。（2村）
  - 留萌村が北海道一級町村制を施行。
- 明治41年（1908年）6月21日 - 留萌村が町制施行して留萌町（一級町）となる。（1町1村）
- 大正3年（1914年）9月7日 - 増毛支庁の移転・改称により留萌支庁の管轄となる。
- 大正8年（1919年）7月1日 - 留萌町の一部（大字三泊村の一部）が分立して小平蘂村（二級村）が発足。（1町2村）
- 昭和18年（1943年）6月1日 - 北海道一・二級町村制が廃止され、北海道で町村制を施行。二級町村は指定町村となる。
- 昭和21年（1946年）10月5日 - 指定町村を廃止。
- 昭和22年（1947年）
  - 5月3日 - 地方自治法の施行により北海道留萌支庁の管轄となる。
  - 10月1日 - 留萌町が市制施行して留萌市となり、郡より離脱。（2村）
- 昭和23年（1948年）1月1日 - 小平蘂村が改称して小平村となる。
- 昭和31年（1956年）9月30日 - 鬼鹿村が小平村に編入。（1村）
- 昭和41年（1966年）9月1日 - 小平村が町制施行して小平町となる。（1町）
- 平成22年（2010年）4月1日 - 留萌支庁が廃止され、留萌振興局の管轄となる。

## 市町村合併
留萌市、小平町と増毛郡増毛町は「留萌南部三市町合併協議会」を2004年（平成16年）7月に設置し、合併を目指していたが、合併協議会は2005年（平成17年）2月に解散した。